# Амманфорд
А́мманфорд (англ. Ammanford, валл. Rhydaman) — місто на південному заході Уельсу, в області Кармартеншир.
Населення міста становить 12 615 осіб (2001).
1. ↑  https://www.ville-breuillet.fr/Histoire+et+patrimoine/11/22